# 久米郡 (鳥取県)
- 令制国一覧 > 山陰道 > 伯耆国 > 久米郡 (鳥取県)
- 日本 > 中国地方 > 鳥取県 > 久米郡 (鳥取県)

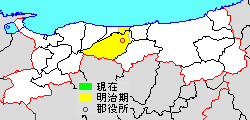
鳥取県久米郡の位置

久米郡（くめぐん）は鳥取県（伯耆国）にあった郡。
明治29年に廃止されたが、その名称は倉吉市立久米中学校などに残っている。

## 郡域
1879年（明治12年）に行政区画として発足した当時の郡域は、倉吉市の大部分（概ね天神川以西）、東伯郡北栄町の一部（松神、曲以東）にあたる。

## 歴史

### 古代
郡家は久米郷に置かれたと考えられている。このほか、『延喜式』に記載されている松原駅は同郡内に設置されたものと思われるが、その位置については諸説あり定まっていない。同郡八代郷には国府（伯耆国庁跡）・国分寺･国分尼寺が存在した。

#### 郷
『和名類聚抄』に記される郡内の郷。
- 八代郷
- 立縫（たてぬい）郷
- 山守郷
- 大鴨郷
- 小鴨（おがも）郷
- 勝部郷
- 久米郷
- 神代郷
- 下神（しもつわ）郷
- 上神（かずわ）郷

#### 式内社
『延喜式』神名帳に記される郡内の式内社。
| 神名帳             | 神名帳              | 神名帳 | 神名帳 | 比定社   | 比定社                 | 比定社     | 集成 |
| 社名               | 読み                | 格     | 付記   | 社名     | 所在地                 | 備考       | 集成 |
| ------------------ | ------------------- | ------ | ------ | -------- | ---------------------- | ---------- | ---- |
| 久米郡 2座（並小） |                     |        |        |          |                        |            |      |
| 倭文神社           | シトリノ            | 小     |        | 倭文神社 | 鳥取県倉吉市志津       | 伯耆国三宮 |      |
| 国坂神社           | クサカノ クニサカノ | 小     |        | 国坂神社 | 鳥取県東伯郡北栄町国坂 |            |      |
| 凡例を表示         |                     |        |        |          |                        |            |      |

### 近世以降の沿革
- 明治初年時点で、概ね全域が因幡鳥取藩領であった。「旧高旧領取調帳」に記載されている村は以下の通り。●は村内に寺社領が存在。（1町119村）

円谷村、少林寺村、会下谷村、駄経寺村、神坂村、倉吉町、●余戸谷村、富海村、下田中村、田内村、●三明寺村、岡田村、福岡村、守護分村、生田村、北野村、中西村、秋喜村、国府村、国分寺村、大谷村、島田村、今倉村、横田村、尾原村、別所村、鋤村、谷村、津原村、今在家村、下米積村、上米積村、下福田村、上福田村、服部村、桜村、河来見村、大立村、上大立村、田積村、立見村、横手村、岡村、椋波村、般若村、福積村、福本村、溝内村、福富村、志津村、沢谷村、杉野村、悴谷村、中野村、長谷村、森村、大河内村、明高村、福原村、米富村、小泉村、野添村、堀村、今西村、泰久寺村、松河原村、大鳥居村、小鳥居村、安歩村、生竹村、金谷村、郡家村、田中村、山口村、湯関村、耳村、中田村、福山村、石塚村、若土村、上古川村、蔵内村、大宮村、広瀬村、岩倉村、菅原村、弓削村、長坂村、下大江村、中河原村、宮村、市場村、黒見村、三江村、尾田村、小田村、古川沢村、下古川村、新田村、中江村、大塚村、江北村、穴窪村、国坂村、田井村、弓原村、下神村、松神村、土下村、島村、島沢村、井手畑村、北尾村、曲村、寺谷村、上神村、穴沢村、北面村、●不入岡村、●和田村
- 明治3年（1870年） - 湯関村が改称して湯関宿となる。（1町1宿118村）
- 明治4年7月14日（1871年8月29日） - 廃藩置県により鳥取県の管轄となる。
- 明治9年（1876年）8月21日 - 第2次府県統合により島根県の管轄となる。
- 明治10年（1877年）5月22日[2] - 下記の町村の統合が行われる。（1町1宿105村）
  - 米田村← 少林寺村、会下谷村
  - 巖城村 ← 田内村、三明寺村
  - 福光村 ← 島田村、今倉村
  - 鴨河内村 ← 生竹村、中田村、若土村
  - 関金宿 ← 金谷村、湯関宿
  - 東鴨村 ← 弓削村、長坂村
  - 小鴨村 ← 宮村、市場村
  - 田積村・横手村が大立村に、溝内村が福本村に、小鳥居村が大鳥居村に、田中村が山口村にそれぞれ合併。
  - 島沢村が改称して米里村となる。
- 明治11年（1878年）[2]（1町1宿101村）
  - 神坂村が倉吉町に合併し、湊町・東町・荒神町に分かれる[3]。
  - 余戸谷村が倉吉町に合併し、余戸谷町となる[4]。
  - 10月2日 - 福岡村・守護分村が合併して福守村となる。中西村が北野村に合併。
- 明治12年（1879年）1月12日 - 郡区町村編制法の島根県での施行により行政区画としての久米郡が発足。「河村久米郡役所」が倉吉町に設置され、河村郡とともに管轄。後に「河村久米八橋郡役所」が久米郡倉吉町に設置され、河村郡・八橋郡とともに管轄。
- 明治14年（1881年）
  - 9月12日 - 鳥取県の管轄となる。

### 町村制以降の沿革

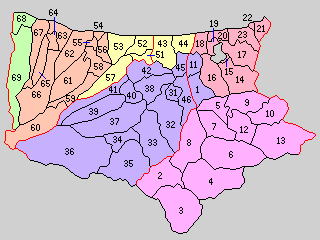
31.倉吉町 32.小鴨村 33.上小鴨村 34.南谷村 35.矢送村 36.山守村 37.北谷村 38.社村 39.西志村 40.福米村 41.東志村 42.灘手村 43.下北条村 44.中北条村 45.上北条村 46.上灘村（紫：倉吉市 黄：東伯郡北栄町 1 - 23は河村郡 51 - 69は八橋郡）

- 明治22年（1889年）10月1日 - 町村制の施行により、以下の町村が発足。特記以外は全域が現・倉吉市。（1町15村）
  - 倉吉町（単独町制[5]）
  - 小鴨村 ← 富海村、下大江村、生田村、岡田村、福守村、北野村、中河原村、東鴨村、小鴨村、大宮村、岩倉村、菅原村
  - 上小鴨村 ← 上古川村、蔵内村、石塚村、福山村、鴨河内村、広瀬村、耳村
  - 南谷村 ← 安歩村、大鳥居村、松河原村、泰久寺村
  - 矢送村 ← 関金宿、郡家村、山口村
  - 山守村 ← 堀村、今西村、明高村、福原村、小泉村、米富村、野添村
  - 北谷村 ← 尾田村、福富村、福本村、志津村、杉野村、沢谷村、悴谷村、長谷村、中野村、大河内村、森村、三江村
  - 社村 ← 黒見村、横田村、福光村、国分寺村、秋喜村、国府村、大谷村、不入岡村、和田村
  - 西志村 ← 今在家村、服部村、桜村、河来見村
  - 福米村 ← 上福田村、下福田村、上米積村、下米積村
  - 東志村 ← 岡村、大立村、上大立村、立見村、椋波村、般若村、福積村
  - 灘手村 ← 寺谷村、上神村、尾原村、穴沢村、北面村、別所村、鋤村、谷村、津原村
  - 下北条村 ← 弓原村、下神村、松神村、曲村、土下村、米里村、島村、北尾村、田井村（現・東伯郡北栄町）
  - 中北条村 ← 江北村、国坂村（現・東伯郡北栄町）
  - 上北条村 ← 中江村、小田村、古川沢村、下古川村、井手畑村、新田村、大塚村、穴窪村
  - 上灘村 ← 下田中村、円谷村、米田村、駄経寺村、巖城村
- 明治29年（1896年）4月1日 - 郡制の施行のため、河村郡・久米郡・八橋郡の区域をもって東伯郡が発足。同日久米郡廃止。

## 行政
郡役所
- 明治12年（1879年）1月6日 - 島根県甲第1号布達により、河村・久米郡役所を久米郡倉吉町に設置[6]。
- 明治13年（1880年）11月20日 - 島根県甲第192号布達により、汗入・八橋郡役所のうち八橋郡を河村・久米郡役所に統合。河村・久米・八橋郡役所として久米郡倉吉町に設置[6]。

島根県河村・久米郡長、河村・久米・八橋郡長
| 1          | 河島雅正 | 明治9年（1876年）      | 明治13年（1880年）10月 |              |
| 2          | 尾崎武久 | 明治13年（1880年）10月 | 明治14年（1881年）11月 | 鳥取県に移管 |
| 参考文献 - |          |                        |                        |              |

鳥取県河村・久米・八橋郡長
| 代         | 氏名       | 就任年月日                 | 退任年月日                 | 出身   | 前任                 | 転任                   |
| ---------- | ---------- | -------------------------- | -------------------------- | ------ | -------------------- | ---------------------- |
| 1          | 荒尾光就   | 明治14年（1881年）11月26日 | 明治16年（1883年）2月2日   | 鳥取県 | 任命                 | 依願免官               |
| ‐          | 日下部義路 | 明治16年（1883年）2月2日   | 明治16年（1883年）2月8日   | ‐      | （郡長代理、郡書紀） | （郡長代理、郡書紀）   |
| 2          | 唯武連     | 明治16年（1883年）2月8日   | 明治19年（1886年）2月22日  | 鳥取県 | 石川県江沼郡長       | 検事                   |
| ‐          | 随朝斌     | 明治19年（1886年）2月22日  | 明治19年（1886年）4月24日  | ‐      | （郡長代理、郡書紀） | （郡長代理、郡書紀）   |
| 3          | 梶川正温   | 明治19年（1886年）4月24日  | 明治22年（1889年）12月11日 | 鳥取県 | 高草・気多郡長       | 邑美・法美・岩井郡長   |
| 4          | 岡本偉佐男 | 明治22年（1889年）12月11日 | 明治23年（1890年）1月17日  | 熊本県 | 高草・気多郡長       | 依願免官               |
| ‐          | 内海淡     | 明治23年（1890年）1月17日  | 明治23年（1890年）10月9日  | 鳥取県 | （郡長代理、郡書紀） | （郡長代理、郡書紀）   |
| 5          | 天野祐治   | 明治23年（1890年）10月9日  | 明治29年（1896年）3月31日  | 鳥取県 | 日野郡長             | 郡統合により、東伯郡長 |
| 参考文献 - |            |                            |                            |        |                      |                        |